# Habenaria bahiensis
Habenaria bahiensis är en orkidéart som beskrevs av Rudolf Schlechter. Habenaria bahiensis ingår i släktet Habenaria och familjen orkidéer. Inga underarter finns listade i Catalogue of Life.